# VRadio
VRadio（ブイラジオ）は、平日20:00～からニコニコ(一部YouTubeからも視聴可能)で配信していた「バーチャルキャスト」によるウェブ番組。バーチャルキャストでは初となる帯番組だった。
月曜の司会はがんばるぅ子。火曜の司会はジェムズカンパニー。水曜の司会はちくわ(VTuber)。木曜の司会はアメリカザリガニの平井と朝ノ瑠璃。金曜の司会はインサイドちゃん1と〃2。ゲストは放送まで秘密の時もある。(一部視聴デバイスによる。)一部ゲストはモニター出演の場合がある。ゲストは司会の用意する質問などに答える。あくまでもゲストは凸式のため、偽物が凸する場合もある(インサイドちゃんの番組で確認済み。)